# BIG WINGS印西
BIG WINGS印西（びっぐ うぃんぐすいんざい）は、千葉県印西市に本拠地を置き、日本野球連盟に所属する社会人野球のクラブチーム。

## 概要
2000年、千葉県野田市の野球愛好家たちがクラブチーム『野田市民硬式野球倶楽部』を立ち上げ、2001年に日本野球連盟に新規登録された。
2005年、チーム名を『NODA BASEBALL CLUB』に改称。
2009年4月23日付けで、チーム名を『NODA BC NEXUS』に改称した。
2010年、本拠地を千葉県印西市に移転し、8月1日付けでチーム名を『BIG WINGS印西』に改称した。
2016年2月1日、本拠地を千葉県船橋市に移転し、チーム名を『BIG WINGS』に改称。
2019年、本拠地を千葉県印西市に移転し、1月17日付けでチーム名を『BIG WINGS印西』に改称した。

## 設立・沿革
- 2000年 - 『野田市民硬式野球倶楽部』として創部。
- 2001年 - 日本野球連盟に加盟。
- 2005年 - チーム名を『NODA BASEBALL CLUB』に改称。
- 2009年 - チーム名を『NODA BC NEXUS』に改称。
- 2010年 - 本拠地を印西市に移転。チーム名を『BIG WINGS印西』に改称。
- 2016年 - 本拠地を船橋市に移転。チーム名を『BIG WINGS』に改称。
- 2019年 - 本拠地を印西市に移転。チーム名を『BIG WINGS印西』に改称。